# Karl Otto von Kameke
Karl Otto Ernst Hasso von Kameke (* 24. Januar 1889 in Biziker bei Köslin, Pommern; † 27. Juli 1959 in Thüngen, Unterfranken) war ein deutscher Ministerialbeamter und konservativer Politiker.

## Leben und Beruf
Nach bestandenem juristischen Staatsexamen und anschließender Referendarzeit, ab 1910 als Gerichtsreferendar und 1912 als Regierungsreferendar in Frankfurt an der Oder, war Kameke von 1914 bis 1917 im Kriegsdienst, u. a. als Erster Adjutant bei der 10. Landwehr-Division.
Anschließend war er kurzzeitig Adjutant des Reichskanzlers Georg Michaelis und kam im Jahr darauf aushilfsweise in das Preußische Staatsministerium. Hier wurde er Regierungsassessor. Es folgte seine Ernennung zum Regierungsrat 1919 und Geheimen Regierungsrat und Ministerialrat 1920. Seit 1921 war er für ein Jahr stellvertretender Bevollmächtigter Preußens beim Reichsrat. Bis 1922 war er als Vortragender Rat im preußischen Innenministerium. Als Oberverwaltungsgerichtsrat war er von 1922 bis 1927 am preußischen Oberverwaltungsgericht tätig.
Im Jahr 1927 holte ihn der DNVP-Minister Walter von Keudell als Nachfolger des ausgewiesenen Demokraten Arnold Brecht als Ministerialdirektor und Leiter der Verfassungsabteilung in das Reichsinnenministerium, um hier deutlich konservative Zeichen zu setzen.
1929 musste Kameke diese Position unter dem sozialdemokratischen Minister Carl Severing wieder aufgeben und wurde durch den bisherigen Magdeburger Polizeipräsidenten Hans Menzel ersetzt. Er ging an das preußische Oberverwaltungsgericht zurück, wo er 1934 zum Senatspräsidenten berufen wurde, was er bis 1942 blieb.
Politisch stand Kameke zunächst im Lager der DNVP, engagierte sich aber von 1930 bis 1933 in der Konservativen Volkspartei um Gottfried Treviranus und Kuno Graf Westarp. Er war Mitglied im Führungsgremium der Partei („Sechserrat“).
Von 1940 bis 1944 war er als Chef der Zivilverwaltung in Belgien und Nord-Frankreich unter dem Militärbefehlshaber General Alexander von Falkenhausen tätig.
Kameke war außerdem Präsident der Deutschen Evangelischen Bahnhofsmission und der Berliner Missionsgesellschaft. Er war des Weiteren Vizepräsident des Zentralausschusses der Inneren Mission. Nach dem Ende des Zweiten Weltkriegs beteiligte er sich an der Flüchtlings- und Vertriebenenarbeit in Bayern. Am 13. Dezember 1951 wurde Kameke in Bonn bei der Gründungsversammlung der „Arbeitsgemeinschaft Friedhof und Denkmal“ (AFD) zum stellvertretenden Vorsitzenden gewählt.
Er war Rechtsritter des Johanniterordens.

## Familie
Kameke heiratete am 29. Mai 1914 in Thüngen Franziska Freiin von Thüngen (1889–1982), die Tochter des königlich bayerischen Kämmerers und Majors Hans Karl Freiherr von Thüngen, Majoratsherr auf Gut Thüngen, und der Julia Gräfin von Giech. Aus dieser Ehe stammen drei Söhne, darunter der Diplomat und Generalkonsul der Bundesrepublik Deutschland Karl August von Kameke und der deutsche Kirchenmusiker und Komponist Ernst-Ulrich von Kameke.

## Veröffentlichungen
- Über den Rückgang der Geburtenziffern im Kreise Oberbarnim, 1914
- Der höhere Verwaltungsbeamte, Furche-Verlag, 1920